# Darryl Cooper
Darryl Cooper (* 5. Juli 1981) ist ein US-amerikanischer Podcaster, Influencer und Holocaustleugner. In einem Interview mit Tucker Carlson 2024 bezeichnete er Winston Churchill als den größten Schurken des Zweiten Weltkriegs und behauptete, dass Massenmorde der Nationalsozialisten und der Holocaust auf mangelnde Vorbereitung der Deutschen und fehlende Nahrungsmittel zurückzuführen seien.

## Leben
Darryl Cooper schweigt weitgehend über seinen Lebensweg. Cooper ist, laut eigenen Angaben, in Kalifornien als Sohn einer alleinerziehenden Mutter geboren worden. Er wechselte in der Jugend sehr oft die Schule. Nach dem Ende der Schulzeit besuchte er für drei Semester ein College, bevor er zehn Jahre der United States Navy angehörte. Zum Zeitpunkt der Terroranschläge am 11. September 2001 soll er als Zwanzigjähriger in der United States Navy gedient haben. Nach seiner aktiven Dienstzeit arbeitete er als Berater des Verteidigungsministeriums im Zusammenhang mit dem Vertrieb des Aegis-Kampfsystems. Er ist verheiratet und lebt mit seiner Frau in Nord-Idaho.
Cooper moderiert den Substack-Podcast MartyrMade und gemeinsam mit Jocko Willink den Podcast Unraveling. MatyrMade hat etwa 112.000 Abonnenten und 251.000 Follower auf X. Auf Spotify war MatyrMade zeitweise der siebtpopuläre Podcast, während sein Geschichts-Newsletter der populärste in den Abonnement-Segment Geschichte ist. Zu den Followern von MartyrMade auf X gehört auch der US-Senator und Vizepräsidentschaftskandidat 2024 J. D. Vance.
Er befasste sich mit historischen Themen wie den Weltkriegen, aber auch mit Politik und Zeitgeschichte wie dem Jonestown-Massaker. Der Historiker Niall Ferguson weist darauf hin, dass Cooper kein historisches Werk verfasst hat und anders als Geschichtswissenschaftler nicht Beweise sammele und abwäge; Coopers Umgang mit Geschichte bezeichnet Ferguson als Anti-Geschichte (anti-history). Der Kultur- und Medienwissenschaftler Simon Strick ordnete Cooper als Vertreter einer neofaschistischen Geschichtsschreibung ein. Verkürzt lasse sich Cooper als „ethnonationalistische und social-media-versierte Version des Holocaustleugners David Irving“ beschreiben. Er und Tucker Carlson bildeten eine „lose mit der republikanischen Partei verbundene rechtsextreme Online-Sphäre“, deren Grundkonsens in einer „Doppelidelogie von Ethnonationalismus und Systemfeindlichkeit“ bestehe.
Die Anti-Defamation League bezeichnete Cooper als Nazi-Versteher (Nazi apologist) und Jonathan Greenblatt, der Direktor der Anti-Defamation League, bezeichnete ihn als Holocaustleugner, der sich seit Jahren antisemitisch geäußert habe. Die jüdischen demokratischen Kongressabgeordneten bezeichneten Cooper 2024 in einer gemeinsamen Erklärung als Naziapologetiker und Holocaustleugner.
2025 trat Cooper in einer Folge des Podcast The Joe Rogan Experience auf, in der er von Joe Rogan interviewt wurde. Rogan bedauerte in dem Interview zwar den seit dem Terrorangriff der Hamas auf Israel 2023 gestiegenen Antisemitismus, äußerte aber auch, dass paranoide Juden zu viel aus Antisemitismus machten. Er bezeichnete Cooper als Historiker mit nuanzierten und umfassenden Ansichten. Cooper behauptete in dem Podcast, dass Hitler gegen die Reichspogromnacht gewesen sei, dass Hitlers Antisemitismus auf Kriegserfahrungen und wirtschaftliche Not zurückzuführen sei und ihm erst ermöglicht habe, das deutsche Volk zu lieben. Antisemitismus in Deutschland führte Cooper darauf zurück, dass die Juden die Presse manipuliert hätten und die Kinos besessen hätten.

## Standpunkte

### Big Lie
Cooper veröffentlichte am 8. Juli 2021 eine Reihe von Tweets auf Twitter, in denen er zu erklären versuchte, weshalb Anhänger Donald Trumps von der Manipulation der Präsidentenwahl 2020 überzeugt seien. Er behauptete, dass die Russische Einflussnahme auf den Wahlkampf in den Vereinigten Staaten 2016 sich als großer Betrug der Demokraten herausgestellt habe und dass demzufolge den bis dahin naiv medien- und staatsgläubigen Konservativen die Augen geöffnet worden seien. MAGA-Anhänger hätten zutreffend erkannt, dass die Regierung von einer Gruppe monopolisiert sei, die sich gegen den Eindringling Trump verteidigen würde. Er sprach von Schwindlern und Betrügern in den Mainstreammedien, die verführt hätten, ließ aber Personen wie Donald Trump als Urheber der Verschwörungstheorie, dass die Wahl 2020 gestohlen worden sei, oder Tucker Carlson und Kollegen auf dem Fox News Channel aus, die sie verbreitet hatten.
Die Tweets wurden von Tucker Carlson in seiner Sendung im Fox News Channel vorgelesen. Trump empfahl die Tweets bei einer Conservative Political Action Conference, und der Thread wurde als einer der einflussreichsten Posts zur Verbreitung des Vorwurfs der Wahlfälschung im Internet angesehen. Statt zuvor etwa siebentausend Followern hatte Coopers Podcast in der Folge innerhalb von vier Tagen über siebzigtausend Follower.

### Hitler und Mussolini
Auf sozialen Medien äußerte sich Darryl Cooper positiv über die faschistischen Führer Adolf Hitler und Benito Mussolini. Im Juni 2023 schrieb er in Bezug auf Mussolini, dass tausend Jahre Tyrannei einem Tag Anarchie vorzuziehen seien. Im Juli 2024 stellte er ein Foto Hitlers vor dem Eiffelturm einem Foto von der umstrittenen Eröffnungsszene zu den Olympischen Spielen 2024 gegenüber und äußerte, dass die Hitlerszene in jeder Hinsicht vorzugswürdig sei. Im September 2024 deutete er auf X an, dass der Trump-Attentäter und die Opfer von Kyle Rittenhouse in die Hölle gekommen seien, nicht aber Hitler.

### Interview vom 2. September 2024
Darryl Cooper gab am 2. September 2024 in der Folge Darryl Cooper: The True History of the Jonestown Cult, WWII, and How Winston Churchill Ruined Europe von Tucker Carlson on X Tucker Carlson ein Interview. Carlson pries Cooper als besten und ehrlichsten Populär-Historiker Amerikas. Im Interview behauptete Cooper, dass der Zweite Weltkrieg und der Holocaust zum Gründungsmythos der westlichen Nachkriegsordnung gehören und deshalb nicht in Frage gestellt werden dürfen. Laut Cooper sei die deutsche Seite beim Überfall auf die Sowjetunion nur nicht ausreichend auf die große Zahl von Kriegsgefangenen und festgenommenen örtlichen Politiker vorbereitet gewesen. Sie hätten diese dann in Lager gesteckt, wo dann halt Millionen gestorben seien, weil die Deutschen nicht genug Nahrungsmittel gehabt hätten. Der größte Schurke sei bezüglich des Weltkriegs Churchill gewesen, da er erst für eine rote Linie in Polen eingetreten sei und dann nach der Schlacht von Dünkirchen nicht anerkannt habe, dass der Krieg verloren war und Friedensangebote Hitlers ignoriert und keine annehmbare Lösung der sogenannten Judenfrage verhandelt habe, was das Leiden im weiteren Kriegsverlauf vor allem im Osten verursacht habe. Der britische Premierminister könne hierbei laut Spekulationen von Cooper von zionistischen Zahlungen motiviert worden sein. Churchill sei damit zum Vorbild von Kriegstreibern geworden. Cooper überging hierbei, dass es seit Jahrhunderten britische Politik war, in Kontinentaleuropa keine Hegemonialmacht zuzulassen. Großbritannien wäre mit einem Nazideutschland am Ärmelkanal nicht sicher gewesen. Hitlerdeutschland hatte zu dem Zeitpunkt zahlreiche Vereinbarungen bis zum Münchner Abkommen gebrochen und war damit kein vertrauenswürdiger Vertragspartner mehr.
Elon Musk empfahl das Interview und pries es als sehenswert sowie als sehr interessant. Nachdem das Interview über 21 Millionen Mal angeschaut worden war, löschte Musk seinen Empfehlungspost auf X, nachdem er hierfür kritisiert worden war. Der Leiter der Gedenkstätte Yad Vashem bezeichnete das Interview als verabscheuungswürdigste Form der Holocaustleugnung der letzten Jahre.
Das Weiße Haus verurteilte die Sendung und erklärte:

“Giving a microphone to a Holocaust denier who spreads Nazi propaganda is a disgusting and sadistic insult to all Americans, to the memory of the over 6 million Jews who were genocidally murdered by Adolf Hitler, to the service of the millions of Americans who fought to defeat Nazism, and to every subsequent victim of Antisemitism.”

„Einen Holocaustleugner zu interviewen, der Nazi-Propaganda verbreitet, ist eine widerliche und sadistische Beleidigung für alle Amerikaner, für die Erinnerung an die über 6 Millionen Juden, die von Adolf Hitler völkermörderisch ermordet wurden, für die Verdienste der Millionen von Amerikanern, die für den Sieg über den Nationalsozialismus gekämpft haben, und für alle späteren Opfer des Antisemitismus.“

Liz Cheney verurteilte die Thesen Coopers als Nazi-Propaganda, die kein ehrbarer Mensch unterstützen könne. Der republikanische Kongressabgeordnete Mike Lawler aus New York befand das Anbieten einer Plattform für Holocaustrevisionisten als sehr beunruhigend. Der Abgeordnete Don Bacon äußerte, dass es keine Schönfärberei der Geschichte des bösen Menschen Hitler geben dürfe. Er habe einen Massen-Genozid an Juden begangen und den Krieg begonnen. Revisionistische Holocaustgeschichte sei eine Lüge. Das Wahlkampfteam Donald Trumps lehnte es auf Nachfrage der Presse ab, sich von Carlson wegen des Interviews zu distanzieren.
Vizepräsidentschaftskandidat J. D. Vance weigerte sich, einen gemeinsamen Auftritt mit Tucker Carlson am 21. September 2024 wegen des Interviews abzusagen. Er glaube nicht an eine Kontaktschuld-Cancel-Culture, auch wenn er das Herunterspielen von Nazi-Verbrechen ablehne.
Aus der Geschichtswissenschaft merkte Niall Ferguson an, dass ihn die Thesen Coopers an Entschuldigungen von Alt-Nazis in den 1980ern und 1990ern für die Verbrechen der Wehrmacht erinnerten. Thomas Weber meinte, dass Adolf Hitler und Joseph Goebbels als Meister der Falschinformation und Demagogie von Cooper beeindruckt wären.
Darryl Cooper reagierte auf der X-Seite des MatyrMade-Kontos wie folgt:

“The emotional incontinence of people upset about my Tucker interview is proof of my point about the sacred nature of the World War 2 mythos.”

„Die emotionale Inkontinenz von Leuten, die über mein Tucker-Interview sauer sind, ist ein Beweis für meinen Standpunkt über die sakrale Natur des Zweiten-Weltkriegs-Mythos'“

Diese Stellungnahme wurde in der konservativen National Review als kafkaesk bezeichnet.
Das Interview und die Kontroverse ließen seine Followerzahlen auf über eine Viertelmillionen steigen und führten den Podcast Martyr Made an die Spitze der Podcast-Charts.